# آهوماش زرد
آهوماش زرد، یونجه زرد، یونجه پاکلاغی (نام علمی: Lotus corniculatus) نام یک گونه از سرده آهوماش است.